# Зимородок (фільм, 1972)
«Зимородок» (рос. «Зимородок») — білоруський радянський художній фільм 1972 року режисера В'ячеслава Нікіфорова за однойменною повістю Юрія Яковлєва.

## Сюжет
Дізнавшись від колишнього військового льотчика Сивого про подвиг партизана-підривника, відомого під ім'ям Зимородок, піонери йдуть по місцях військових подвигів земляка і поки не підозрюють про те, що шлях пошуку веде до улюбленого вчителя...

## У ролях
- Олександр Кузьмін
- Михайло Мустигін
- Ірина Нарбекова
- Олександр Самойлов
- Володимир Самойлов
- Гліб Стриженов
- Олександр Хвиля
- Інна Федорова
- Михайло Брилкін
- Августин Милованов
- Юрій Ступаков
- Антоніна Максимова
- Улдіс Лієлдіджс

## Творча група
- Сценарій: Юрій Яковлєв
- Режисер: В'ячеслав Нікіфоров
- Оператор: Віталій Ніколаєв
- Композитор: Оскар Фельцман